# Dana Olsen
Pour les articles homonymes, voir Olsen.
Dana Olsen est un scénariste, producteur et acteur américain. Il a écrit entre autres Inspecteur Gadget et George de la Jungle.

## Filmographie

### comme scénariste
- 1982 : Joanie Loves Chachi (série TV) de Lowell Ganz : 1 épisode (Fonzie's Visit).
- 1982 : It Came from Hollywood de Malcolm Leo (en).
- 1983 : Wacko (en) de Greydon Clark.
- 1983 : Going Berserk de David Steinberg.
- 1989 : Les Banlieusards (The 'Burbs) de Joe Dante.
- 1992 : Les Aventures d'un homme invisible (Memoirs of an Invisible Man) de John Carpenter.
- 1997 : George de la Jungle (George of the Jungle) de Sam Weisman.
- 1997 : Sammy the Screenplay de Chris Hume.
- 1999 : Inspecteur Gadget (Inspector Gadget) de David Kellogg.
- 2014 : Henry Danger en coproduction avec Dan Schneider.

### comme acteur
- 1984 : Splash de Ron Howard : un homme qui discute devant un marché.
- 1984 : Making the Grade (en), de Dorian Walker : Palmer Woodrow.
- 1989 : Les Banlieusards (The 'Burbs) de Joe Dante : un flic.
- 1993 : Seinfeld (série TV) de Larry David et Jerry Seinfeld : un aveugle dans le club de santé (1 épisode).
- 1997 : Sammy the Screenplay de Chris Hume.
- 2001 : Rat Race de Jerry Zucker.

### comme producteur
- 1989 : Les Banlieusards (The 'Burbs) : coproducteur.